# خانية يريفان
خانية يريفان، ويُطلق عليها أحيانًا اسم وادي السعد، هي خانية مقاطعة تأسست في عهد السلالة الأفشارية الإيرانية في القرن الثامن عشر. غطت الخانية مساحة تبلغ حوالي 19,500 كيلومترًا مربعًا تقريبًا، في المنطقة التي توافق معظم أراضي وسط أرمينيا الحالية، ومقاطعة إغدير، ومنطقة كاغيزمان التابعة لمقاطعة قارص في تركيا المعاصرة، ومقاطعتيّ شارور وصدرك في جمهورية نخجوان الذاتية الواقعة في أذربيجان المعاصرة.
كانت العاصمة الإقليمية لخانية يريفان مركزًا للدفاعات الإيرانية في القوقاز خلال الحروب الروسية الفارسية في القرن التاسع عشر. وفي أعقاب هزيمة الفرس في الحرب الروسية الفارسية (1826-1828)، احتلتها القوات الروسية في العام 1827، ثم ألحقتها بالإمبراطورية الروسية في العام 1828 وفقًا لمعاهدة تركمانجاي. تلا بعد ذلك مباشرة دمج أراضي خانية يريفان السابقة وخانية نخجوان المجاورة لتشكيل أوبلاست أرمينيا التابع للإمبراطورية الروسية.

## تاريخ

### الإدارة
أثناء الحكم الفارسي، عيّن الملوك (الملقبون بالشاه) عددًا من الحكّام لإدارة مناطق نفوذهم، مُنشئين بذلك مركزًا إداريًا. وعادةً ما حمل أولئك الحكام لقب «خان» أو «بكلربك»، بالإضافة إلى لقب سردار («الزعيم»). قبل إنشاء الخانية (أي المقاطعة)، استخدم الإيرانيون مقاطعة يريفان (التي عُرفت كذلك باسم وادي السعد) لحكم نفس المنطقة تقريبًا. كانت المقاطعة في العهد الصفوي والكيان الإداري في عصر الدولة الزند والقاجاراية، تُعرفان كذلك باسم وادي السعد.
في عصر القاجاريين، نُصّب أعضاء من سلالة القاجاريين الملكية حكامًا على خانية يريفان، حتى الاحتلال الروسي في العام 1828. وهكذا ارتبط رؤساء الحكومة المحلية لخانية يريفان ارتباطًا مباشرًا بالسلالة الحاكمة المركزية. على الصعيد الإداري، قُسّمت الخانة إلى خمسة عشر منطقة إدارية تسمى المحلّة مع اعتماد الفارسية لغتها الرسمية. واتّبعت البيروقراطية المحلية نموذج الحكومة المركزية الموجودة في طهران.
بالإضافة إلى خانية نخجوان، شكّلت المنطقة جزءًا من أرمينيا الإيرانية (والتي تُعرف كذلك باسم أرمينيا الفارسية). شكلت خانية يريفان الجزء الأكبر من أرمينيا الإيرانية. أما باقي مناطق أطراف أرمينيا التاريخية الواقعة تحت الحكم الإيراني فقد كانت جزءًا من خانية قراباغ وخانية غانجا وكذلك مملكة كارتلي كاخيتي.

### تسلسل الأحداث وضمّها لروسيا
قسّم نادر شاه (الذي حكم من 1736 حتى 1747) المنطقةَ إلى أربع خانات: يريفان، ونخجوان، وقرباغ، وغانجا. عقب وفاته في العام 1747، أصبحت المنطقة جزءًا من الدولة الزندية. بعد الحقبة الزندية، آلَ حُكم المنطقة إلى القاجاريين الإيرانيين. خلال فترة القاجاريين، شهدت الخانية ذروة ازدهارها. بعد أن ضم الروسُ كارتلي كاخيتي، وشنّوا الحرب الروسية الفارسية (1804-1813)، أصبحت يريفان «مرة أخرى»، مركزًا للدفاعات الفارسية في القوقاز.
في العام 1804، هاجم الجنرال الروسي بافل تسيتيانوف خانية يريفان، لكن الجيش الإيراني «المتفوق» صدَّ الهجوم بقيادة ولي العهد عباس ميرزا. في العام 1807، عيّنت الحكومة الإيرانية المركزية في عهد الملك فتح علي شاه القاجاري (الذي حكم من 1797 حتى 1834) حسين خان سردار حاكمًا جديدًا (خان) لخانية يريفان، ونصّبته قائدًا عامًا (وبالتالي، سردار) للقوات الفارسية المتمركزة شمالي نهر أراس.
كان حسين خان سردار أحد أهم أركان نظام الملك آنذاك فتح علي شاه القاجاري. ونظرًا لكونه إداريًا كفؤًا، يُنظر إلى فترة حكمه الطويلة بوصفها حقبةً من الازدهار، جعل أثناءها الخانية مقاطعة نموذجية. واتّسمت طريقة إدارته المحلية، التي صاغها على غرار الحكومة المركزية في طهران، بالفعالية، واستعادت ثقة السكان المحليين من الأرمن بالحكم الفارسي.
في العام 1808، هاجم الروس، بقيادة الجنرال إيفان غودوفيتش، المدينة مرة أخرى. وصُدّت تلك المحاولة كذلك. بموجب معاهدة كلستان (1813)، التي أنهت الحرب الروسية الفارسية (1804-1813)، خسرت إيران معظم أراضيها في القوقاز. وفي ذلك الحين، أصبحت يريفان وتبريز المركز الرئيسي للجهود الإيرانية لاستعادة الأراضي التي فقدتها لصالح روسيا.
بعد عقد من الزمان تقريبًا، وفي خرقٍ لمعاهدة كلستان، غزا الروس خانية يريفان. وأدى ذلك إلى اندلاع الجولة الأخيرة من الصراع بين الطرفين: الحرب الروسية الفارسية (1826-1828). في بدايات تلك الحرب، نجح الإيرانيون في استعادة العديد من الأراضي التي خسروها في العام 1813؛ وبالرغم من ذلك، فإن الهجوم الروسي العام 1827، والذي أدت فيه المدفعية الروسية المتفوقة دورًا حاسمًا، أفضى إلى هزيمة الإيرانيين في عباس أباد، وسردار أباد، ويريفان. استولى الروس على يريفان في 2 أكتوبر 1827. وفي فبراير 1828، أُجبرت إيران على التوقيع على معاهدة تركمنشاي، والتي نصّت على تنازلها للروس عن الخانات (بالإضافة إلى باقي الأراضي الواقعة شمال نهر أراس). بعد سقوط الاتحاد السوفييتي، أصبح نهر أراس الحدّ الطبيعي الفاصل بين إيران وأرمينيا وبقي كذلك.

## عاصمة المقاطعة
يُقال إن خانية يريفان قد شهدت عهدًا «شديد الازدهار» خلال حقبة القاجاريين. وامتدت العاصمة على رقعة ميل مربع واحد تقريبًا، في حين غطت ضواحيها المباشرة (بحدائقها) ثمانية عشر ميلًا تقريبًا. كانت المدينة نفسها، وفقًا لما ذكره كيتينهوفين وزملاؤه في الموسوعة الإيرانية، تشمل ثلاث محلات، وبها أكثر من 1,700 بيت و850 متجرًا، وعشرة مساجد تقريبًا، وسبع كنائس، وعشرة حمامات، وسبعة خانات (بيوت للمسافرين)، وخمسة ميادين، بالإضافة إلى بازارات، ومدرستين. خلال فترة حكم حسين خان سردار، قيل بأن تحصينات يريفان كانت الأكثر مناعةً في البلاد بأكملها. ساعدت قلعتها الضخمة التي كانت تقع على «أرض مرتفعة» ومحاطة بأسوار منيعة، بالإضافة إلى الخنادق والمدافع، ساعدت على صدّ التقدم الروسي لبعض الوقت. بُني أحد أبرز مسجدين في المدينة في العام 1687 في العصر الصفوي. في حين بُني أكبر مسجد في المدينة، المسجد الأزرق، في القرن الثامن عشر بعد إنشاء الخانية، ويعتبر مَعْلمًا معماريًا بارزًا من آثار تلك الحقبة. وكان قصر الخان يقع قريبًا من أحد المساجد.
خلال فترة حكم حسين خان سردار، ارتفع عدد سكان خانية يريفان بنسبة مطردة. وقُبيل الغزو الروسي، شارف عدد سكانها على 20,000 نسمة تقريبًا. وبخلاف ذلك، ففي العام 1897، أي بعد حوالي سبعين عامًا من بدء الحكم الروسي، ومع إعادة توطين الأرمن فيها، فقد بلغ عدد سكان يريفان 14,000 نسمة فقط.

## التركيبة السكانية
وفقًا للمادة الثالثة من معاهدة تركمانشاي، توجّب على الإيرانيين التنازل عن السجلات الضريبية لأراضي القوقاز التي خسروها لصالح للروس. ومع ذلك، فإن هذه السجلات لم تمثل سوى العائلات التي عاشت في هذه المناطق، بالإضافة إلى أنصبة الضريبة، وهكذا لم تكن «إحصاءً دقيقًا» لعدد الأشخاص الذين يعيشون في تلك المقاطعات، بما في ذلك أرمينيا الإيرانية.
لذلك نظّم الروس على الفور مسحًا إحصائيًا شاملًا لسكان خانية يريفان، والتي أعيدت تسميتها إلى «الأوبلاست الأرمني». ترأس إيفان شوبان فريق المسح الذي جمع الإحصاء الإداري لصالح الإدارة الروسية المنشأة حديثًا في يريفان. وباستناده إلى السجلات الإدارية الفارسية لخانية يريفان، بالإضافة إلى المقابلات، يُعتبر الإحصاء الإداري الروسي «المصدر الوحيد الدقيق لأية بيانات إحصائية أو إثنوغرافية» عن الأراضي التي كانت تُشكّل أرمينيا الإيرانية، فيما يتعلق بوضعها قبل الغزو الروسي وبعده مباشرة.